# Нитро Рекърдс
„Нитро Рекърдс“ е независима звукозаписна компания, създадена и управлявана от Декстър Холанд (вокалист и основател на „Офспринг“) и съгражданина му Грег Кризъл (басист на „Офспринг“).
Те я основават през 1994 година. Лейбълът Нитро е известен като инкубатор за пънк рок артисти, които впоследствие са станали успешни, най-вече „AFI“. Издавал е също албуми на класически пънк рок групи като „The Damned“ и „T.S.O.L.“ През юли 2013 г. Bicycle Music придобива Нитро Рекърдс.

## Изпълнители
- 30 Foot Fall
- AFI
- The Aquabats
- A Willhelm Scream
- Bodyjar
- Bullet Train To Vegas
- Crime In Stereo
- The Damned
- Divit
- Don't Look Down
- Enemy You
- Ensign
- Exene Cervenka And The Original Sinners
- Guttermouth
- Hit The Switch
- Jughead's Revenge
- The Letters Organize
- Lost City Angels
- Much The Same
- No Trigger
- The Offspring/Офспринг (освобождават Стар Материал)
- One Hit Wonder
- Rufio
- Stormy California
- Sloppy Seconds
- Son Of Sam
- TheStart
- Stavesacre
- T.S.O.L.
- The Turbo A.C.'s
- Up Syndrome
- The Vandals

## Компилации
- Go Ahead Punk... Make My Day (1996)
- The Thought Remains The Same (2000)
- Punkzilla (2001)